# Казони, Гвидо
Гви́до Казо́ни (итал. Guido Casoni; 1561, Серравалле, Венецианская республика — 1642, там же) — итальянский поэт, писатель и юрист, эрудит; кавалер Ордена святого Марка. Член «Академии Неизвестных» (итал. Accademia degli Incogniti) в Венеции.

## Биография
Родился в Серравалле в 1561 году. Он был сыном состоятельного торговца и землевладельца Аннибале Казони и Кристины, урождённой Монета. Кроме него у родителей были ещё два сына, Серторио и Этторе. Перед смертью отец разорился. Заботы о матери легли на плечи Казони, который работал нотариусом в родном городе и подрабатывал адвокатом в Тревизо. В 1591 году он был принят в собрание благородных жителей Серравалле. Около 1594 года переехал в Венецию, но уже в следующем году вернулся обратно. В те годы, как адвокат, Казони активно защищал интересы родного города.
Сочетался браком с местной жительницей Бенедеттой, урождённой Минуччи. Семья жены была богатой и дала за ней хорошее приданое. У супругов родились шестнадцать детей, четверо из которых не дожили до совершеннолетия. Казони аккуратно вёл финансовые дела и достойно содержал семью. Всю свою жизнь он сочетал литературную деятельность и юридическую практику. Был членом «Академии Упорных» (итал. Accademia dei Perseveranti) в Тревизо и неоднократно занимал пост прокурора в этом городе.
7 марта 1619 года Гвидо стал кавалером Ордена святого Марка, который вручил ему венецианский дож Антонио Приули. Награда была вручена в знак признания его литературной деятельности.
В Венеции, одним из первых, он вступил в «Академию Неизвестных» (итал. Accademia degli Incogniti). В этом городе Казони познакомился и подружился с писателем Джован Франческо Лореданом. Жизнь поэта протекала между тремя городами: в Венеции он издавал свои сочинения, в Тревизо работал юристом, в Серравалле был отцом большого семейства. Казони умер в родном городе в 1642 году. Его похоронили в церкви святого Юстина в Ченеда, ныне Витторио-Венето.

## Творческая деятельность
На литературном поприще дебютировал в 1581 году, когда в типографии Малеспина в Венеции была издана книга его стихов «Аллегории». Вслед за ней в 1582 году в той же Венеции вышла агиографическая поэма Казони «Жизнь славной девы и мученицы Августы из Серравалле». Его сонеты и октавы на смерть Джулиано Гозелини вошли в сборник «Мавзолей народной поэзии на латыни на смерть господина Джулиано Гозелини», изданный в Милане в 1589 году. Одним из самых известных произведений Казони стала поэма «Магия Любви», впервые изданная в 1591 году и затем неоднократно переиздававшаяся. В 1626 году она была издана типографией Бальони в Венеции в составе сборника «Сочинения господина кавалера Гвидо Казони». Другим известным произведением Казони стал поэтический сборник «Оды», изданный в 1602 году в Венеции. Изначально сборник состоял из тридцати восьми стихотворений, но в 1639 году в последнем переиздании при жизни автора их численность выросла до семидесяти двух.
Некоторые сочинения поэта были посвящены им городу Тревизо. Так, в изданной в Венеции в 1621 году книге «Мирные сражения», он выдумал волшебные рыцарские турниры с единственной целью — прославить красоту его жительниц.

### Сочинения
- «Аллегории» (итал. Allegorie , 1581);
- «Жизнь славной девы и мученицы Августы из Серравалле» (итал. Vita della gloriosa vergine e martire Augusta serravallese, 1582);
- «Магия любви» (итал. Della Magia d’amore, 1591);
- «Ода» (итал. Ode, 1601/1602);
- «Ода на смерть Торквато Тассо» (итал. Ode per la morte del Torquato Tasso, 1611);
- «Страсти Христовы» (итал. Passione di Cristo);
- «Внутренние рассуждения» (итал. Ragionamenti interni);
- «На смерть Фульвии Колореты» (итал. In morte di Fulvia Coloreta, ок. 1602—1607);
- «Люччолетта Джентиле» (итал. Luccioletta Gentile, ок. 1602—1607);
- «Ода в честь Святейшей Плащаницы» (итал. Ode in onore della Sacratissima Sindone, ок. 1623);
- «Жизнь Торквато Тассо» (итал. Vita del Torquato Tasso, 1625);
- «Игры Фортуны» (итал. Giuoco di Fortuna, ок. 1626);
- «Политические эмблемы» (итал. Emblemi Politici, 1632);
- «Человеческое несчастье» / «Несчастливое человечество» (итал. La miseria umana / La umana infelicità, 1635);
- «Слёзы Эрминии (Красавица Эрминия…)» (итал. Le lagrime d'Erminia (La bella Erminia ...), 1615 и 1619)[1].